# Ridderorden in Oman
Het Sultanaat Oman heeft veertien ridderorden ingesteld.
In chronologische volgorde:
- De Orde van Al-Said ("Wisam Al-Sa'id", "Wisam Al-Saidi" of "Wisam ud-Daula al-Saidi al-Omaniya") 1913
- De Orde van Oman (Wisam al-Oman) 1970
- De Orde van de Wedergeboorte van Oman ("Wisam al-Nahdat al-Oman") 1974
- De Orde van Verdienste ("Wisam Sahat Al-Jilalat") of kortweg "Sahab". 1977
- De Orde van Voortreffelijkheid ("Wisam Al-Imtiaz") 1978
- De Orde van N'Oman ("Wisam al Na'Oman") 1982
- De Meest Eerbare Orde van Oman (Wisam Al-Sharif Al-Oman) 1982
- De Grote Orde van de Wedergeboorte van Oman ("Wisam Nahisat Oman al-'Ali") 1982
- De Orde van Sultan Qaboos ("Wisam al-Sultan Qaboos") 1985
- De Orde van het Bijzondere Koninklijke Embleem (Wisam Al-Saghir A'ait Al-Sultaniat Al-Khasat") 1985
- De Orde van Sultan Qaboos voor Cultuur, Wetenschap en Kunst ("Wisam Al-Sultan  Quaboos Lilthaqafat wa Al-'Aloom wa Al-Fanoon") rond 1990
- De Orde van Waardering ("Wisam Al-Taqdir") 1990
- De Orde van de Prestatie ("Wisam Al-Amajat") 1995
- De Orde van Verdienste ("Wisam al-Istahqaq") of kortweg "Istahqaq". Stichtingsdatum onbekend

Het vertalen van de Arabische namen levert in het Nederlands tweemaal "Orde van Verdienste" op maar het zijn verschillende orden met verschillende Arabische namen en verschillende versierselen.